# Weißwal
Der Weißwal (Delphinapterus leucas) oder Beluga (russisch белуха belucha, von белый bely „weiß“) ist eine Art der Gründelwale, die in arktischen und subarktischen Gewässern lebt. Wie die nahe verwandten Narwale besitzen sie keine Rückenfinne; auffällig ist ihre bläulich-weiße bis cremeweiße Färbung.

## Aussehen

Umrisszeichnung

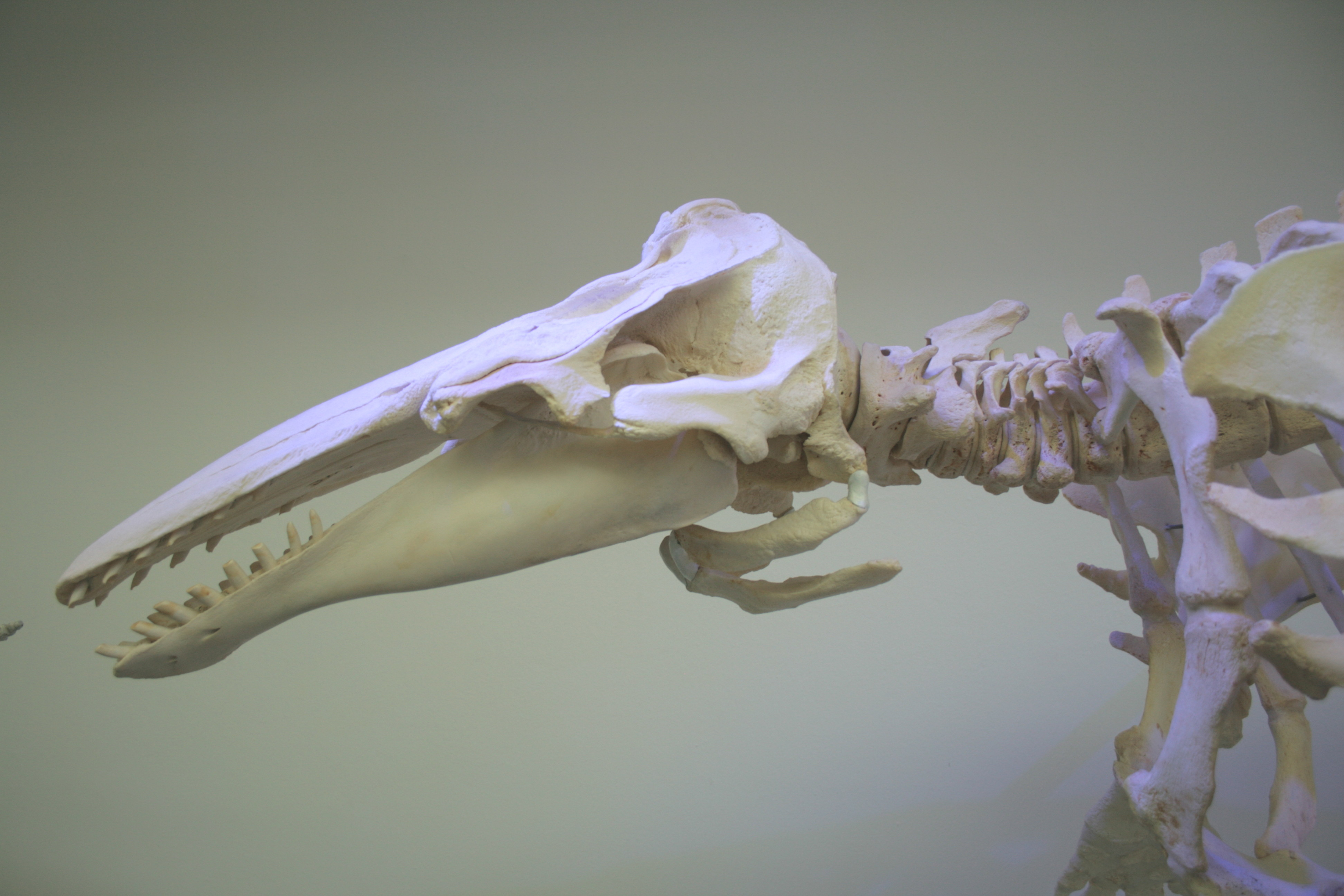
Schädel eines Belugas – deutlich sichtbar die kegelförmigen Zähne und die beweglichen Halswirbel

Weißwale sind zwischen drei und maximal sechs Metern lang bei einem Gewicht von 400 bis 1000 Kilogramm; die Männchen sind in der Regel größer und schwerer als die Weibchen. Der Körper wirkt massig und ist im Schulterbereich rechteckig ausladend. Der Kopf ist relativ kurz und trägt eine vorgewölbte Verdickung, die sich im Laufe des Lebens ausbildet und ein Melone genanntes Organ enthält. Der Hals ist meist gut durch einen Nackenabschnitt zu erkennen und der Kopf ist durch unverwachsene Halswirbel recht gut beweglich. Die Fluke (Schwanzflosse) ist verhältnismäßig breit und wird mit dem Alter der Tiere zunehmend ginkgoblattförmig. Die Flipper (Brustflossen) sind abgerundet rechteckig, der Außenrand rollt sich bei älteren Tieren auf. Die Augen sind sehr klein und liegen dicht hinter den Mundwinkeln, die Ohröffnung ist fast gar nicht sichtbar. Kurz vor dem Nacken liegt das halbmondförmige Blasloch.
Wie bei allen Walen ist die Haut unbehaart und besitzt eine dicke Oberschicht. Diese Epidermis ist bei den Weißwalen zwischen 5 und 12 Zentimeter dick und liegt damit auch für Wale über dem Durchschnitt, ebenso die darunter liegenden Schichten. Das Unterhautgewebe ist zu einer Fettschicht ausgebildet, die, abhängig vom Ernährungszustand, dem Geschlecht und der Jahreszeit, zwischen 2 und 22 Zentimeter dick ist. Die Zitzen der Weibchen liegen in speziellen Taschen und sind nur bei alten oder säugenden Tieren sichtbar.
Ihren Namen erhielten die Weißwale durch ihre Färbung, die sich im Laufe ihres Lebens ändert. So sind neugeborene Weißwale eher schiefergrau bis braun und erhalten nach etwa einem Jahr eine blaugraue Färbung, die sie bis zum fünften Lebensjahr behalten. In dieser Zeit werden sie als „blues“ bezeichnet. Danach werden die Tiere gänzlich weiß, wobei ein bläulicher Schimmer vor allem bei Weibchen bleiben kann. Da sich die Belugas häufig an der Packeisgrenze aufhalten, nützt ihnen ihre weiße Färbung wahrscheinlich als Tarnschutz gegen Eisbärangriffe.
Ein wichtiges Merkmal der Weißwale sind die Zähne. Sie sind gleichmäßig kegelförmig und die vorderen Zähne sind, besonders bei den Jungtieren, vorn umgebogen. Von diesen Zähnen besitzen Weißwale im Oberkiefer 10 bis 22, im Unterkiefer 6 bis 22; eine Unterscheidung in verschiedene Zahntypen ist, wie bei allen Zahnwalen, nicht möglich.
Durch eine Reihe physiognomischer Eigenheiten, die der Kommunikation dienen, sind Weißwale in der Lage, ihren Gesichtsausdruck zu ändern. Sie können beispielsweise ihre Mundwinkel nach oben oder unten ziehen, was allerdings kein Ausdruck von Freude oder Missmut ist, und sogar die Lippen spitzen.

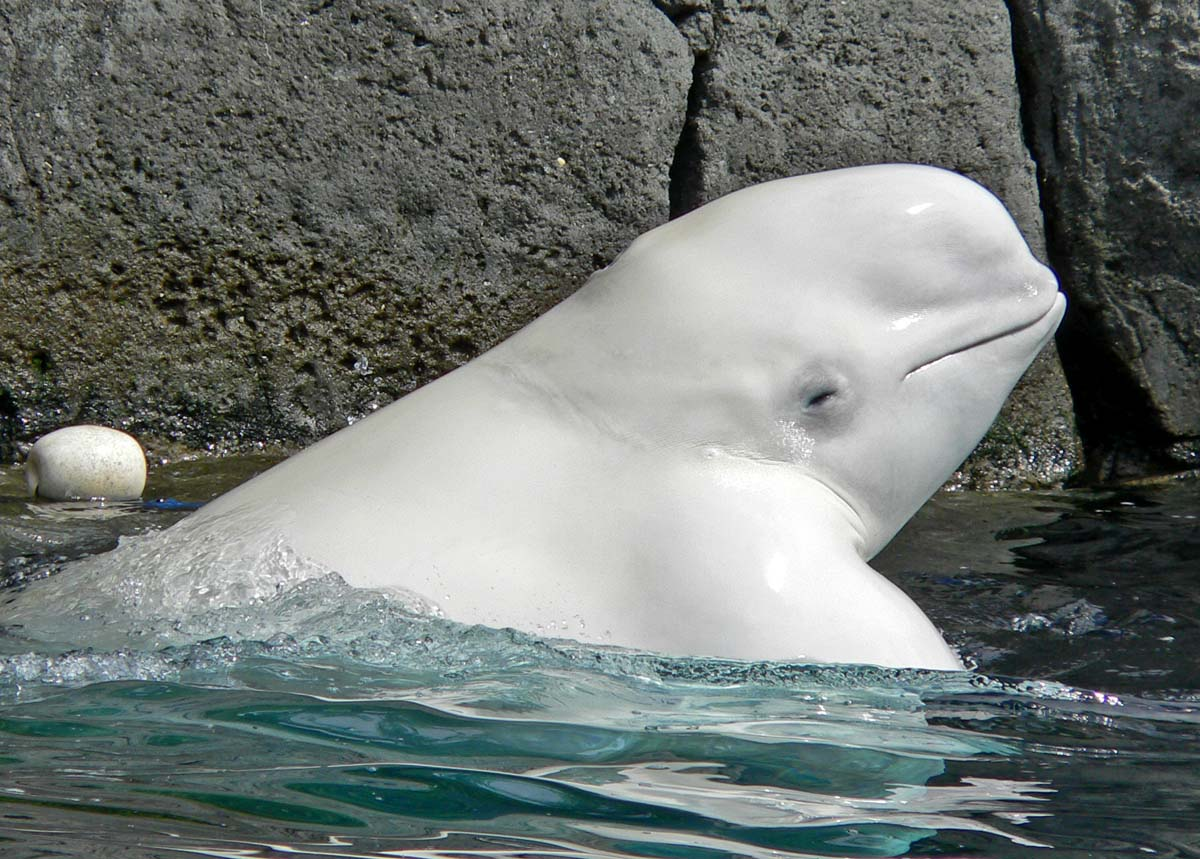
Weißwal im Vancouver Aquarium
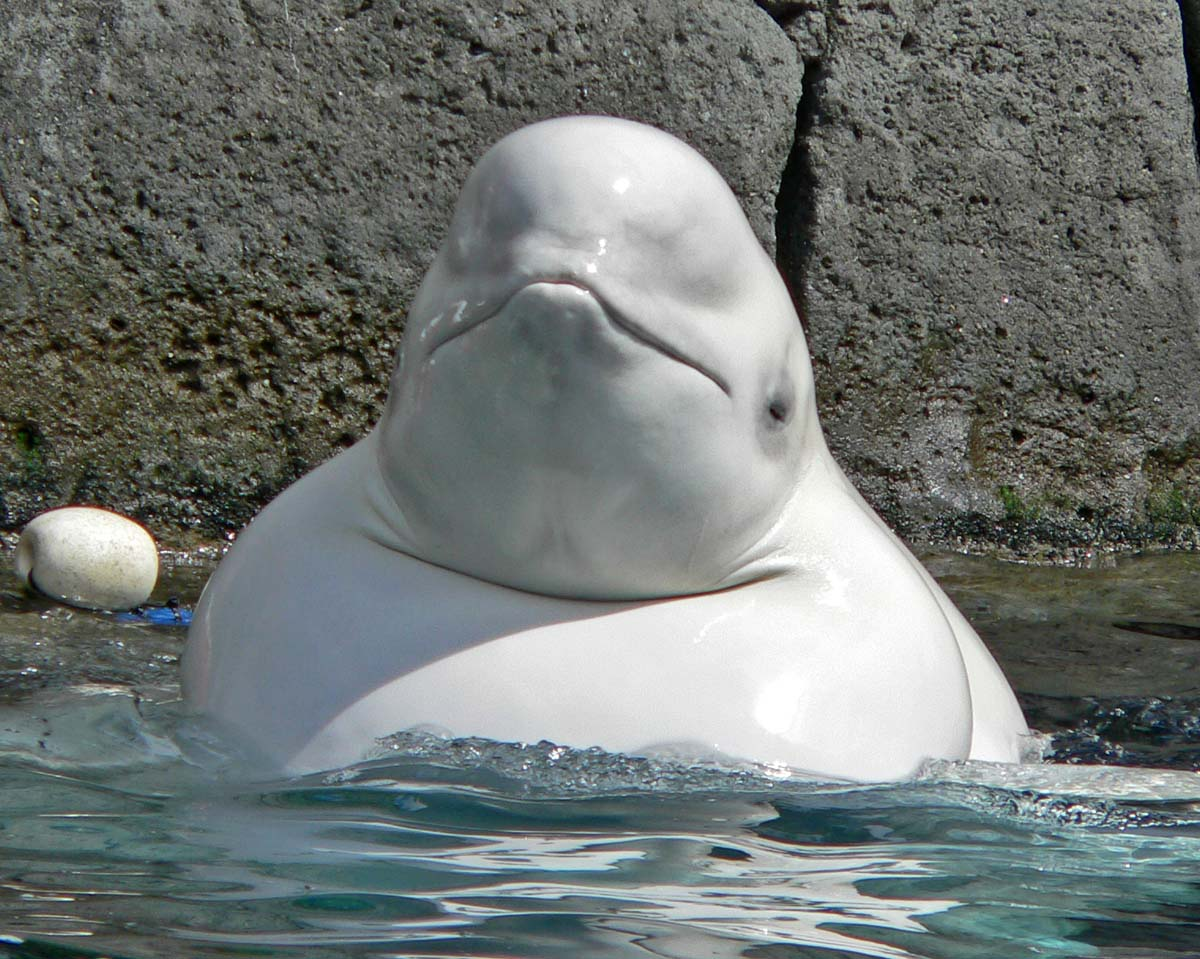
Weißwal im Vancouver Aquarium
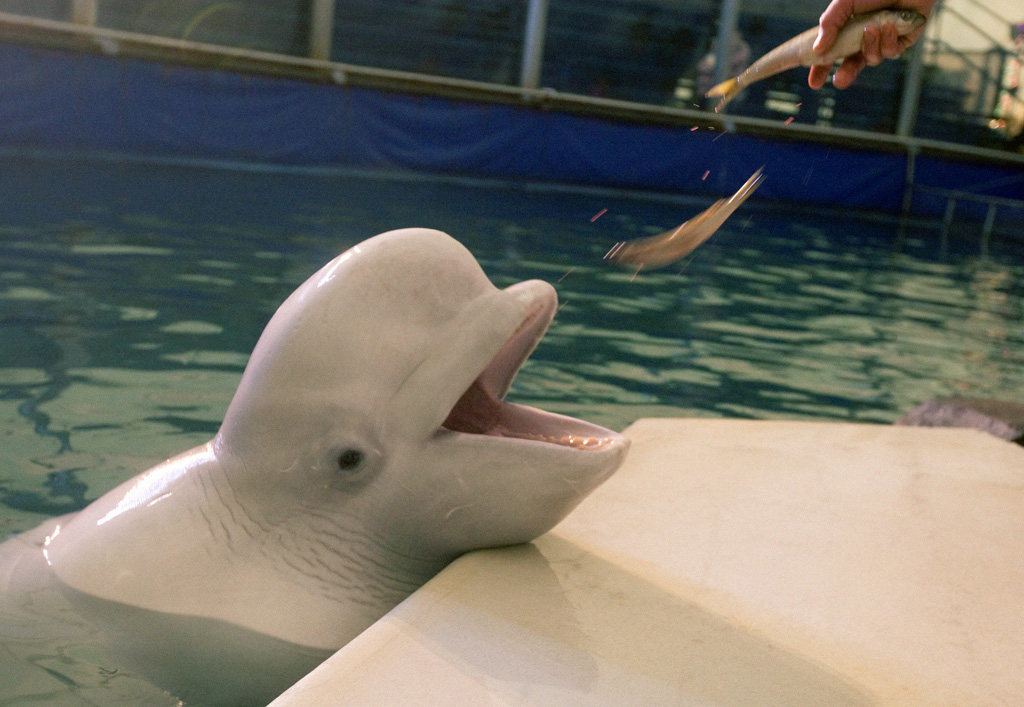
Fütterung eines Weißwals im Moskauer Zoo

## Verbreitung

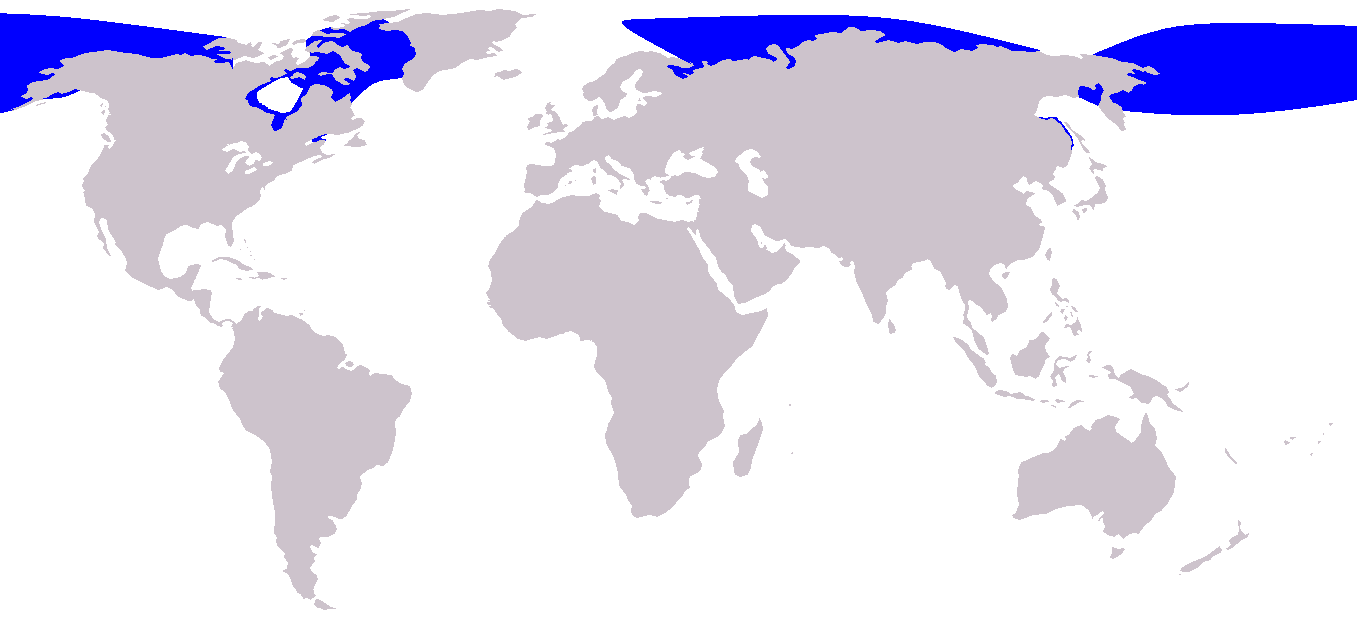
Verbreitung des Belugas

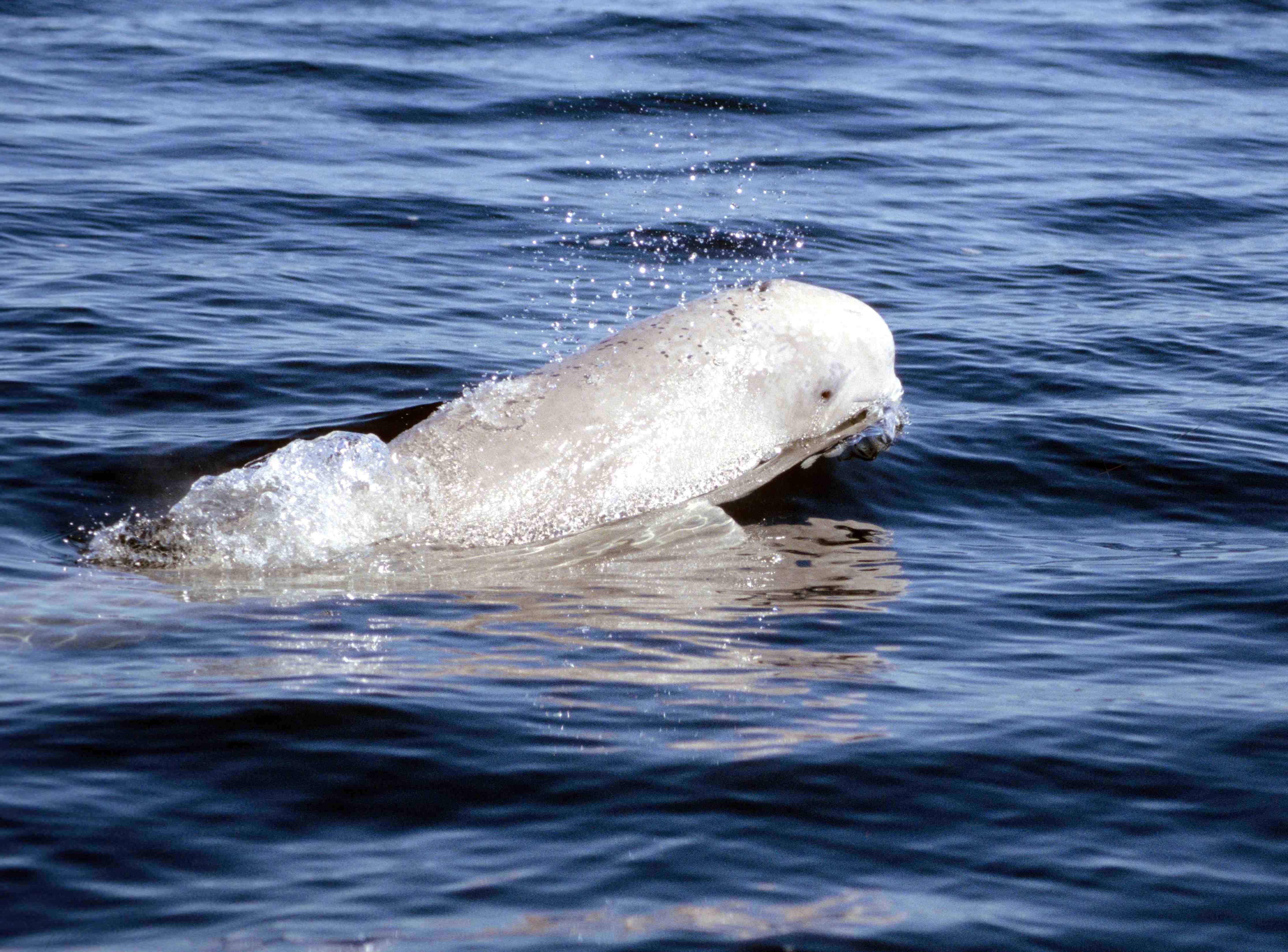
Beluga an der Mündung des Churchill River in die Hudson Bay

Belugas sind in den meisten arktischen und subarktischen Gewässern anzutreffen, vor allem an den Küsten Alaskas, Kanadas und Russlands. Die südlichsten Vorkommen liegen im Ochotskischen Meer und dem Japanischen Meer in Asien sowie im Bereich der St.-Lorenz-Mündung in Kanada.
In Europa ist ihr Vorkommen ausschließlich auf den äußersten Norden Norwegens im Bereich des Varangerfjords, auf die Barentssee und die Gewässer an der Halbinsel Kola sowie um die Inselgruppen Franz-Joseph-Land und Spitzbergen beschränkt. Sporadische Funde sind allerdings auch um Island, Großbritannien und sogar aus der Ostsee bekannt. Am 18. Mai 1966 wurde ein Einzeltier sogar im Rhein gesichtet. Nachdem der Moby Dick genannte Wal über mehrere Wochen den Nachstellungen durch interessierte Biologen entkommen war und sich etwa 400 Kilometer stromaufwärts bei Bonn befand, schwamm er am 16. Juni 1966, streckenweise eskortiert von zwei Polizeifahrzeugen, zurück ins Meer.
Die Einwanderung in Flüsse wird beim Beluga sehr häufig beobachtet. So stieß man auch in der Loire, in der Elbe und in beinahe allen sibirischen Flüssen auf Einzeltiere oder kleinere Gruppen. Dieses Einwandern steht meist im Zusammenhang mit den jahreszeitlichen Wanderungen der Tiere oder ihren Versammlungen zur Paarung vor den Flussmündungen. Sie können bei allen Populationen beobachtet werden und dienen wahrscheinlich dem Auffinden von Nahrungsgründen, Paarungsplätzen oder Kalbungsorten.

## Lebensweise
Die Weißwale bevorzugen als Lebensraum ruhige Küstenbereiche mit mäßiger Tiefe, besonders Meeresbuchten oder den Mündungsbereich größerer Flüsse. Der Brandungsgürtel der Meere wird gemieden. Häufig sind sie auch im Treibeisbereich oder am Rande des Packeises zu finden, die offene See passieren sie wahrscheinlich nur während ihrer Wanderungen.
Weißwale ernähren sich beinahe ausschließlich von tierischer Nahrung. Dabei stellt die Zusammensetzung ihrer Nahrung unter den bislang untersuchten Walen die abwechslungsreichste dar. Insgesamt sind über hundert verschiedene Futtertiere bekannt; das Spektrum reicht von Hohltieren über Tintenfische, Muscheln, Krebstiere und Gliederwürmer bis hin zu größeren Knochenfischen wie Dorschen und Lachsen. Die Nahrung nehmen die Wale vor allem in flachen Meerestiefen von maximal zehn Metern auf, indem sie den Boden nach Organismen absuchen; daneben können sie jedoch auch im Freiwasser jagen. Die maximal dokumentierten Tauchtiefen liegen bei etwa 200 Metern; diese werden allerdings mit hoher Wahrscheinlichkeit eher selten erreicht. Die Nahrungszusammensetzung verändert sich bei den Weißwalen auch mit dem Alter. Besteht sie bei den Neugeborenen und den „blues“ noch vor allem aus Krebsen wie den Sandgarnelen (Gattung Crangon), verschiebt sie sich mit zunehmendem Alter mehr in Richtung der Fische.

## Fortpflanzung und Entwicklung

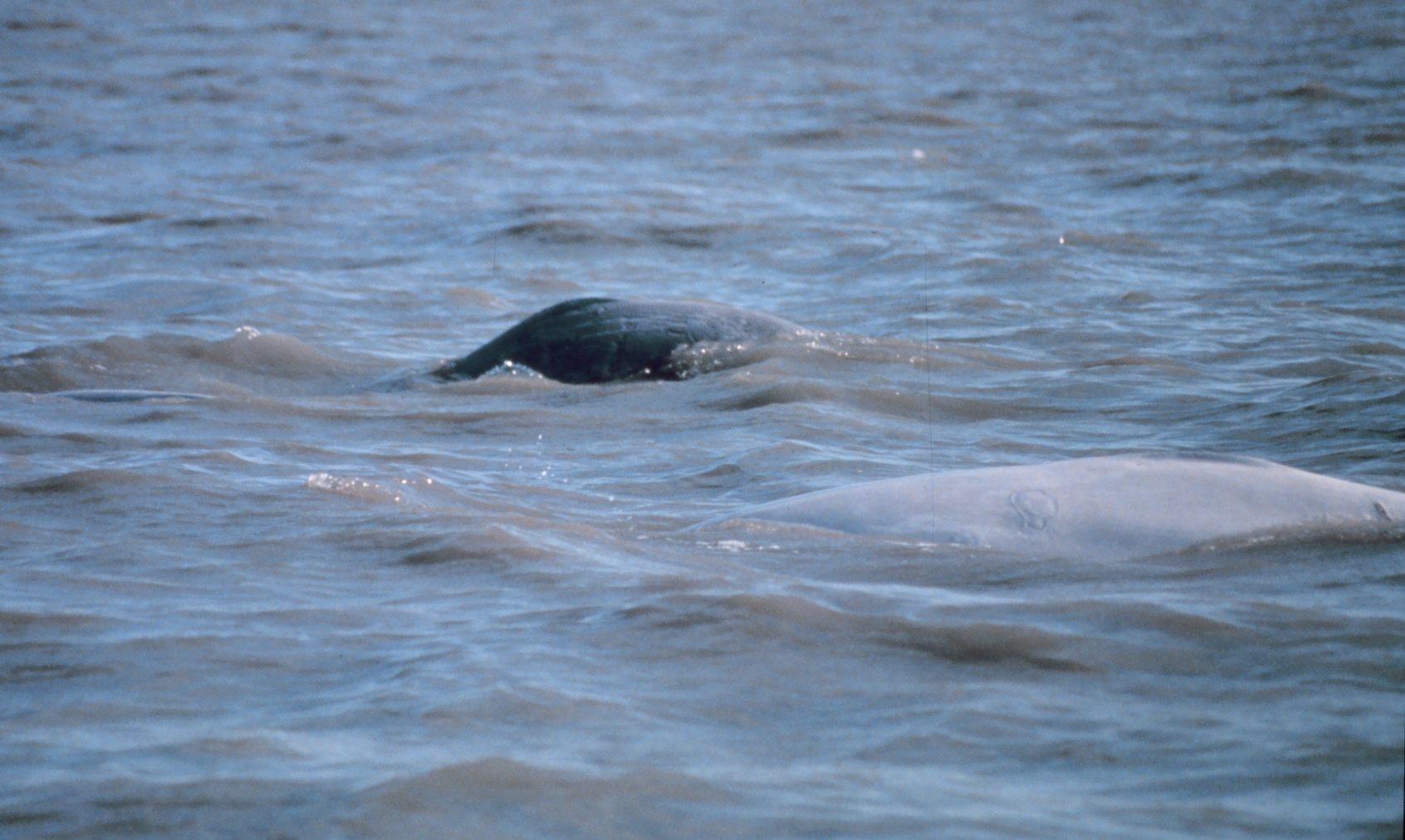
Belugawal mit Kalb

Die Männchen der Belugas werden mit etwa acht bis neun Jahren geschlechtsreif, die Weibchen mit etwa fünf Jahren. Bei den Männchen ist der Zeitpunkt des Erwachsenwerdens hormonell direkt mit einer vollständigen Weißfärbung und einer sprunghaften Vergrößerung der Hoden von etwa 130 Kubikzentimetern auf mindestens 360, durchschnittlich aber 900 Kubikzentimetern verbunden.
Die Paarung findet in den Monaten April bis Mai, nördlicher auch erst im Juli im Bereich der Kalbungsgründe statt. Dabei werden Flussmündungen bevorzugt, da das dortige Wasser in der Regel bis zu zehn Grad Celsius wärmer ist. Es kann dann zu Ansammlungen von mehreren tausend Tieren aus allen Altersbereichen kommen; so wurden im Jahr 1974 etwa im Delta des Mackenzie River über 5.000 Belugas gezählt.
Paarungsbereite Weibchen locken meist mehrere Männchen an, die ihnen folgen. Die Kopulation beginnt mit einem Im-Kreis-Schwimmen der Paarungspartner mit der Bauchseite, worauf eine längere Begattung folgt. Nach der Paarung bildet das Weibchen einen Vaginalpfropf aus, der Eisprung (Ovulation) wird erst durch die Paarung ausgelöst.
Die Tragzeit dauert bei den Weißwalen etwa vierzehneinhalb Monate (440 Tage). Die Neugeborenen sind zwischen 1,40 und 1,70 Meter lang und wiegen zwischen 45 und 75 Kilogramm. Für die ersten Atemzüge werden sie von der Mutter mit der Schnauze über die Wasseroberfläche gebracht, danach bleiben sie immer in ihrer direkten Nähe, meist mit Körperkontakt. Der Zahndurchbruch beginnt zum Ende des zweiten Lebensjahres, bis zu diesem Zeitpunkt werden die Jungtiere von der Mutter gesäugt (Muttermilch mit ungefähr 23 % Fett und 16 % Eiweiß). Nach der Entwöhnung verpaart sich die Mutter neu, ihr Jungtier bleibt jedoch meist noch bis zu zwei Jahre bei ihr.
In einem Fall ließ sich durch DNA-Untersuchungen nachweisen, dass ein auffälliger Walschädel zu einem Tier gehört hatte, das aus einer Paarung eines weiblichen Narwals mit einem männlichen Beluga hervorgegangen war.

## Verhalten, Kommunikation

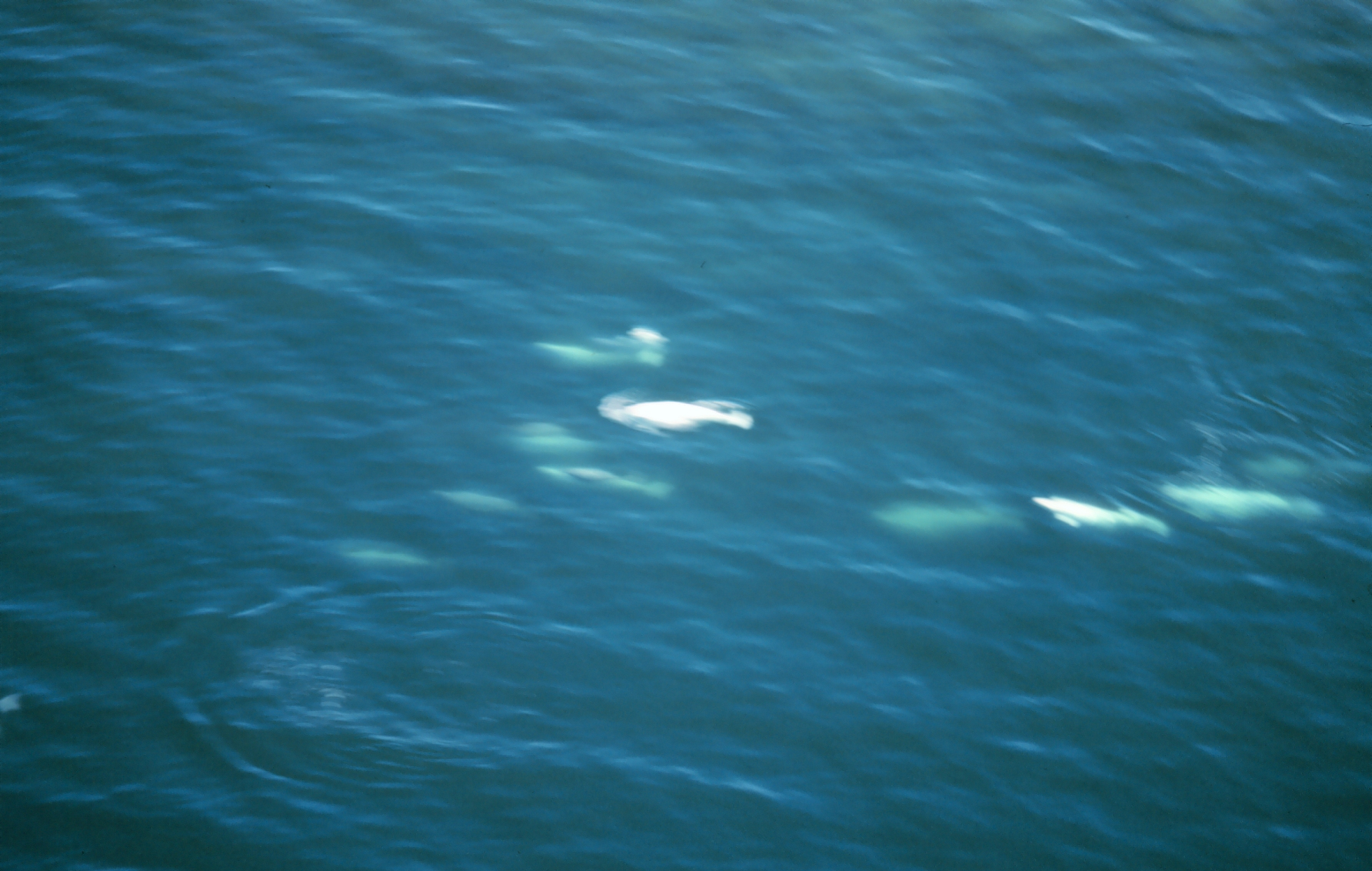
Schule von Belugawalen

Belugas sind ausgesprochen gesellige und soziale Tiere und leben meist in Familienverbänden oder kleinen Gruppen. Normalerweise findet man sie in kleineren Schulen von etwa zehn Individuen (über 50 Prozent der Beobachtungen), manchmal auch als Einzelschwimmer (etwa 16 Prozent der Beobachtungen); es werden aber auch vereinzelt Gruppen mit mehr als hundert Tieren beobachtet. Die sich während der Paarungszeit bildenden Großgruppen mit teilweise mehr als tausend Tieren stellen allerdings eine Ausnahmeerscheinung während der saisonalen Zusammentreffen dar.
Die Kommunikation der Weißwale erfolgt über akustische Signale, die im Bereich des Nasenganges zum Blasrohr gebildet werden. Das Repertoire ist bei den Weißwalen ausgesprochen groß und reicht von Brummgeräuschen über Quieklaute bis zu sehr hohen Zwitscherlauten. Der genutzte Frequenzbereich reicht dabei von 0,7 bis über 20 Kilohertz. Viele der Töne sollen offensichtlich Artgenossen herbeirufen und werden beispielsweise von gestrandeten Walen abgegeben. Früher nannten Walfänger die Belugas gerade aufgrund ihrer „Sangesfreude“ und ihres enormen Repertoires die „Kanarienvögel der Meere“.

## Mensch und Weißwal

### Jagd und Kultur

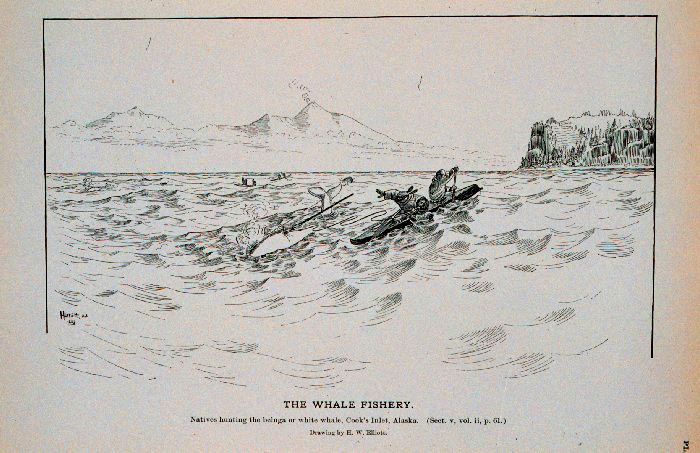
Traditionelle Jagd auf Belugawale

Nach wie vor wird der Weißwal bejagt, doch ist die Zahl erlegter Tiere in den letzten Jahren stark zurückgegangen. Im Wesentlichen wird der Weißwal aus traditionellen Gründen und zum persönlichen Bedarf von Eskimos gejagt (native hunt). Während die Eskimos bis zu Beginn des 20. Jahrhunderts alles vom Wal verwerteten – Knochen, Sehnen und Fasern für Haus-, Schlitten-, Boots- und Werkzeugbau, Haut und Eingeweide als Abdeckungs- und Verpackungsmaterial, Fleisch und Speck (Tran) als Nahrungsmittel für Mensch und Schlittenhund und als Energielieferant (Brennmaterial) –, hat sich dies inzwischen grundlegend geändert. Heute ist der Weißwal für sie vor allem als Lieferant des als besondere Delikatesse geltenden Maktaaq, der Walhaut mit der unter der Oberhaut gelegenen Speckschicht (Blubber, Schwarte), von Bedeutung. Außerdem verwenden sie die geeigneten Teile des Wals als Futter für Schlittenhunde.

### Kommerzielle Jagd, Fangkonkurrenz
Kommerziell wird der Weißwal praktisch nur noch im Norden Russlands gefangen. Relevant für den Rückgang kommerzieller Waljagd wurde die vor allem in Küstennähe zunehmende Schadstoffbelastung mit DDT, PCB, Blei, Cadmium, Titan und Quecksilber der von den Walen verzehrten Organismen, die sich im Fleisch und Fett der Wale nachweisen ließ und vermehrt Krankheiten zur Folge hat. Bei der im schadstoffbelasteten Mündungsgebiet des Sankt-Lorenz-Stroms lebenden Weißwal-Population treten z. B. häufig Krebserkrankungen des Verdauungstrakts auf.
Mangelnde Kenntnisse von natürlichen Schwankungen der Fischbestände, vor allem bei Heilbutt und Lachs, führten 1929 dazu, dass jedem Fischer vor Neufundland Prämien für den Abschuss von Belugas gezahlt wurden, sowie eine Extraprämie, wenn sie eine Belugaflosse vorweisen konnten. Da man die Belugas für den katastrophalen Einbruch der Fischindustrie vor der kanadischen Ostküste verantwortlich machte, ließ das Fischereiministerium mittels eines gecharterten Flugzeugs Bomben im Sankt-Lorenz-Strom abwerfen.
Der Schutz der Weißwale wird aufgrund nachlassender Bejagung und weltweiter Walschutzmaßnahmen als ausreichend angesehen. Einen wichtigen Beitrag liefert überdies der Tourismus, nachdem Walbeobachtungsprogramme auch von Belugas an leicht zugänglichen Küsten in Kanada und Alaska sehr populär geworden sind. Als problematisch erweisen sich andererseits zunehmende Aktivitäten zur Gewinnung von Erdöl in polaren Gewässern, die zu zunehmender Störung der Tiere und Verschmutzung ihrer Lebensräume führen.

### Umweltbelastungen
Für eine Betrachtung der Schadstoffbelastung ist die Population der Weißwale des Sankt-Lorenz-Stroms besonders geeignet. Erstens sind die Belugas hier von den anderen Vorkommen sehr stark isoliert. Zweitens zählt die Region zu den am höchsten belasteten in der Welt. Durch Landwirtschaft und Industrie werden Schwermetalle, insbesondere Quecksilber und Blei, eingetragen. Ebenso organische Chlorverbindungen wie PAH, PCB und DDT und deren Metaboliten, um nur einige zu nennen. Der Sankt-Lorenz-Strom stellt quasi ein „Auffangbecken“ für die Abflüsse der am höchsten industrialisierten Region der Welt dar. Darüber hinaus ist eine natürliche Umweltbelastung durch Quecksilber dort bekannt. Daher ist es wichtig zu wissen, wie hoch der Unterschied zwischen den natürlich vorhandenen und anthropogen verursachten Quecksilberbelastungen ist. So konnten u. a. Outridge (2001), Martineau (2002) oder z. B. Béland (1996) aufzeigen, dass seit dem 13. Jahrhundert ein konstanter Gehalt an natürlichem Quecksilber vorlag, jedoch die anthropogen verursachten Belastungen deutlich angestiegen sind. Auch Martineau (2002) wies nach, dass Zusammenhänge zwischen dem Wirtschaftsstandort des St.-Lorenz-Stromes und den Schadstoffbelastungen der dort lebenden Belugas besteht. Es wurde festgestellt, dass mit der fortschreitenden Industrialisierung auch ein Anstieg der Schadstoffbelastungen in den Weltmeeren bewirkt wurde. Dennoch wurde nicht genau geklärt, wie hoch der von den Menschen verursachte Anteil ist, was mit verschiedenen Methoden untersucht werden sollte.

#### Hartgewebe vs. Weichgewebe
Es boten sich Analysen der Zähne an, um die Konzentrationsveränderungen von Quecksilber in den Belugapopulationen im Laufe der Zeit darzustellen. Diese unterliegen im Gegensatz zu Knochen einem schrittweisen Wachstum und keiner ständigen Veränderung, sodass die Spurenelemente, die sich im Laufe der Zeit ansammeln, eher erhalten bleiben. Auch nach dem Tod können diese Elemente besser analysiert werden als in Knochen, bei denen auch dann noch chemische Veränderungsprozesse stattfinden. Die Anlagerungen von Hg in Zähnen wird dementsprechend als Indikator für die Belastung des Weichgewebes der Belugas angesehen. Dennoch wurden auch Gewebeproben aus Leber und Nieren untersucht und mit den Ergebnissen der Zahnanalyse verglichen. In diesen Ergebnissen stellte sich dar, dass die Quecksilber-Konzentrationen in den Zähnen der Belugas zu 46 – 61 % mit den Werten aus anderen Gewebsteilen des Körpers (darunter Niere, Leber und Muskeln) übereinstimmte. Der Quecksilberanteil steigt demnach im Weichgewebe und Hartgewebe gleich an, sodass die Zahlen korrelieren und die Ergebnisse in gleicher Weise interpretiert werden können.
Des Weiteren sollten die Zähne in Studien mit einbezogen werden, da sie durch die Übereinstimmung der Konzentrationen des Quecksilbers auch Auskunft über das Alter des Tieres geben können, was auch nach dem Tod erfolgen kann. Demnach wird durch die Untersuchung an Zähnen die Forschung auf diesem Gebiet erleichtert, da für eine retrospektive Studie Materialien aus vergangener Zeit benötigt werden. Da diese länger erhalten bleiben und keinem starken Verwesungsprozess unterliegen, wie es bei anderen Organen der Fall ist, eignen sich diese besonders gut für eine dementsprechende Analyse. Gewebedatenbanken kennt man erst seit wenigen Jahrzehnten. Daher ist es kaum möglich an Weichgewebeproben aus der Zeit vor 1800 zu gelangen. Bei Hartgewebe, wie den Zähnen, ist diese Problematik kaum vorhanden.

#### Methode und Ergebnisse
Laut des Arctic Monitoring und der Assessment Programme (AMAP) 2011 hat sich die Schwermetallbelastung von Belugas, Robben, Eisbären oder Greifvögeln in den vergangenen 150 Jahren verzehnfacht. Um die Veränderungen der Quecksilberkonzentrationen in den betroffenen Gewässern nachvollziehen zu können, haben Outridge, Martineau und Belánd Untersuchungen an den Belugas durchgeführt, die die Werte aus vorindustrieller Zeit bis heute in einen Kontext stellen sollten. Dabei wurden die gestrandeten Belugas und deren Kadaver über 17 Jahre lang obduziert und mögliche Todesursachen, wie z. B. Parasiteninfektionen, Krebserkrankungen und virale Infektionen, untersucht.
Im Zeitraum von 1983 bis 1999 wurden 128 gestrandete Weißwale analysiert, von denen an 23 Tieren Krebserkrankungen festgestellt wurden, wobei es sich um 21 verschiedene Krebstypen handelte, von denen sich 18 Typen bereits im Endstadium befanden. Seit 1982 wurden innerhalb von 15 Jahren erneut von Béland und Martineau weitere 73 Belugas an der Tierärztlichen Fakultät der Universität Montreal (Kanada) obduziert. Davon wiesen ca. 40 % der obduzierten Tiere Tumoren und ca. 45 % der adulten Muttertiere eine zu geringe Milchbildung auf, was auf Entzündungen, nekrotisches Gewebe oder Tumoren in den Milchdrüsen zurückzuführen ist. Die häufigste Ursache für die Krebserkrankungen bei den St.-Lorenz-Strom-Belugas waren gastrointestinale Epithelkarzinome.
Die am Sankt-Lorenz-Strom gestrandeten Belugas waren im Alter zwischen 21 und 25 Jahren, wohingegen die Belugas in Nordalaska häufig ein Alter von 38 Jahren erreichen. Es stellte sich heraus, dass bei 10-jährigen Belugas aus dem Jahr 1993 die Quecksilberbelastung 2,1-mal höher als bei denen aus vorindustrieller Zeit war. Bei den 40-jährigen waren es bereits 9,1 und bei den über 60 Jahre alten konnte sogar eine 17,7-mal höhere Belastung festgestellt werden. Im Schnitt wurde bei den Belugas aus dem Jahre 1960/61 im Alter zwischen 10 und 60 Jahren ein 3,1 – 4,5 mal höherer Belastungsgrad ermittelt im Vergleich zu denen aus vorindustriellen Zeiten zwischen dem 15. und 17. Jahrhundert. Dies wird zu 67 – 78 % auf anthropogene Einflüsse bei den Belugas aus dem Jahre 1960/61 und zu 52 – 94 % bei den Individuen aus dem Jahre 1993 zurückgeführt.
Insgesamt resultierten aus den Ergebnissen der Analysen, dass ca. 80 – 95 % der Quecksilberbelastungen in den Belugas, die das zehnte Lebensjahr bereits erreicht hatten, auf anthropogene Einflüsse zurückzuführen ist.

#### Die Quecksilberbelastung (Hg)
Ein Anstieg der Quecksilberbelastung (Hg) in den arktischen Gewässern Nordamerikas und West-Grönlands belastet nicht nur die Weißwale, deren Krebserkrankungsrate aufgrund dessen im Gebiet des Sankt-Lorenz-Stromes sehr hoch ist. Die nachfolgende Tabelle gibt einen Überblick über die Höhe der Quecksilber-Konzentrationen in den verschiedenen Geweben der Belugas.
| Organe                          | Hg-Konzentration [μg/g] |
| ------------------------------- | ----------------------- |
| Dermis                          | 0,29                    |
| Epidermis                       | 1,5                     |
| Muskelgewebe                    | 1,4                     |
| Gesamtkonzentration in der Haut | 0,84                    |
| Blubber                         | 0,12                    |
| Jährliche Gesamtaufnahme        | 131.400                 |

Allerdings muss an dieser Stelle die Bilanz der Aufnahme und der Ausscheidung von Quecksilber betrachtet werden. Die jährliche allgemeine Ausscheidung von Hg liegt bei ca. 70 %, die der Häutung beträgt ca. 0,42 – 2 % der aufgenommenen jährlichen Gesamtaufnahme. Die Zahlen der Belastungen legen die Vermutungen nahe, dass nicht alle aufgenommenen Mengen des giftigen Quecksilbers ausgeschieden werden können und sich somit im Laufe der Zeit im Organismus der Tiere anreichern, wodurch sich die hohen Zahlen an krebserkrankten oder toten Individuen erklären.

#### Folgen der Hg-Belastungen
Die genannten Chemikalien, wie Quecksilber, PAH, PCB und DDT und deren Metabolite, sind fettlöslich, können beim Stoffwechsel nicht abgebaut werden und lagern sich im Fettgewebe der Tiere an. Vor allem die Problematik der Quecksilber-Anreicherung entsteht eben nicht nur dadurch, dass Hg für das Tier selbst schädlich ist, sondern auch besonders für Konsumenten des Beluga-Fleisches gefährlich ist. Dies ergibt sich auch durch die natürliche Nahrungskette, in der Fleischfresser die Chemikalien durch andere bereits belastete Tiere aufnehmen und in noch höherer Konzentration an andere Tiere weitergeben, sodass dann z. B. der Beluga auch als Endkonsument am stärksten belastet wird. Aufgrund dessen muss darauf hingewiesen werden, dass selbst in naturbelassenen Gebieten der Verzehr von Belugafleisch vermieden werden sollte. Dies ist besonders für die einheimische Bevölkerung der Inuit problematisch, da diese die Belugas als traditionelle Hauptnahrungsquelle beziehen.
Mittlerweile sind die Weißwale des St.-Lorenz-Stromes zwar geschützt, dennoch ist die belastete Population nicht im Stande, sich zu erholen, da sich die Chemikalien über viele Jahrzehnte festgesetzt haben und durch die Muttertiere an ihren Nachwuchs in Form von belasteter, konzentrierter Milch weitergegeben werden.

### Trivia
- Der Beluga ist der Namensgeber für den Airbus A300-600ST („Airbus Beluga“) und Airbus Beluga XL. Sein Name steckt auch im Rufzeichen und ICAO-Code des einzigen Betreibers dieser Flugzeuge, Airbus Industrie.
- Beluga ist der Name zweier Schiffe von Greenpeace.
- Der bekannte Belugakaviar stammt nicht vom Beluga-Wal, sondern vom Hausen, einer auch Beluga-Stör genannten Art aus der Familie der Störe.
- Ein Beluga kommt auch in den Fehlermeldungen von Twitter vor.
- Ein im April 2019 im Norden Norwegens aufgetauchter zutraulicher Beluga trug ein Geschirr mit Kamerahalterung, daher wurde er der russischen Spionage verdächtigt; in einer Umfrage bekam er den Spitznamen Hvaldimir.
- Der oben erwähnte 1966 im Rhein bei Bonn gesichtete Weißwal Moby Dick ist Namensgeber eines Bonner Touristenschiffs in Form eines Wals.[14]
- Eine früher unter Walfängern verbreitete Bezeichnung für den Beluga war „Butzkopf“.[15]